# Олсен, Эшли
Эшли Фуллер Олсен (англ. Ashley Fuller Olsen; род. 13 июня 1986, Лос-Анджелес, Калифорния, США) — американская актриса, предприниматель, продюсер, дизайнер одежды.

## Биография
Эшли Олсен родилась в 1986 году в семье ипотечного банкира Дэвида Олсена и менеджера Джарнетт Фуллер. Её родители развелись в 1996 году. У Эшли есть сестра-близнец Мэри-Кейт Олсен, старший брат Джеймс Трент Олсен и младшая сестра Элизабет Олсен.

## Карьера

### Актёрская карьера
Эшли Олсен начала свою карьеру в девятимесячном возрасте, когда в 1987 году её и её сестру Мэри-Кейт отобрали на кастинге для роли Мишель Таннер в сериале «Полный дом». Обе девочки были заняты на съёмках поочерёдно, но в титрах были указаны, как один человек — Мэри Кейт Эшли Олсен. Зрителей держали в неведении до последнего сезона, в котором девочек уже указали врозь.
В 1993 году для сестёр Олсен была создана компания Dualstar, которая поначалу занималась производством весьма успешных фильмов с участием сестёр в главных ролях, а позднее стала выпускать продукцию с символикой и образами девочек — одежду, книги, духи, журналы, фильмы и плакаты.
После окончания сериала в 1995 году Эшли продолжила сниматься совместно с Мэри-Кейт, вместе они выпустили ряд очень успешных видеофильмов и стали популярны на «подростковом» рынке в конце 1990-х — начале 2000-х годов. Также в 2000—2005 годах выпускались компанией Mattel их куклы. В 2004 году Эшли снялась с сестрой Мэри-Кейт в последнем совместном фильме «Мгновения Нью-Йорка».

### Управление компанией
В 2004 Эшли Олсен вошла в совет директоров компании Dualstar Entertainment Group, созданной после успеха сестёр в сериале «Полный дом». Их бренд в настоящее время продаётся более чем в 3000 магазинах в США и около 5300 магазинах по всему миру. С 2002 года сёстры присутствуют в списке «100 знаменитостей» Forbes, а в 2007 году оказались на 11-м месте среди самых богатых женщин в индустрии развлечений со своей оценочной стоимостью $100 млн.

### Дизайнерская карьера
В 2008 году Мэри-Кейт и Эшли выпустили книгу под названием «Влияние», в которой содержатся интервью со многими творческими и влиятельными людьми, среди которых Карл Лагерфельд, Терри Ричардсон, Диана фон Фюрстенберг и многие другие.

## Публичный образ
Эшли Олсен наряду со своей сестрой Мэри-Кейт постоянно подвергается критике со стороны PETA, организации, ведущей борьбу за права животных, которая обеспокоена тем, что Олсен популяризируют ношение меха в своих модных линиях. Также был создан сайт Meet the Trollsen Twins Архивная копия от 13 июня 2008 на Wayback Machine, в котором призывают сестёр отказаться от ношения и использования меха в своих дизайнерских разработках.
В 2005 году Эшли подала иск на сумму $40 млн долларов на журнал The National Enquirer за то, что журнал опубликовал неудачное фото Эшли с полузакрытыми глазами под заголовком «Эшли Олсен замешана в скандале с наркотиками».

## Личная жизнь
Училась в Campbell Hall Episcopal Day School в Голливуде. В 2004 году Эшли с Мэри-Кейт поступили в Нью-Йоркский университет, и хотя сестра покинула его уже в 2005 году, Эшли, так и не окончив, ушла оттуда в 2007 году.
В мае 2004 года рассталась с квотербеком Колумбийского университета Мэттом Кэпланом (Matt Kaplan), отношения с которым длились 3 года.
В 2005 году были непродолжительные отношения с актёром Джаредом Лето и с 30-летним владельцем клуба Скоттом Сартиано (Scott Sartiano).
В 2007 году встречалась со знаменитым велогонщиком Лэнсом Армстронгом.
С 2008 года встречалась с актёром Джастином Барта. Ходили слухи, что пара, возможно, скоро поженится. Но в марте 2011 года пара рассталась после двух лет отношений.
8 мая 2015 года стало известно, что Эшли страдает болезнью Лайма.
28 декабря 2022 Эшли тайно вышла замуж за художника Луи Эйснера, с которым она состояла в отношениях с 2017 года. В 2022 году у пары родился сын Отто.